# Песня-89
«Песня-89» —XIX советский телевизионный фестиваль эстрадной песни из серии «Песня года»,  главное событие года в музыкальном песенном жанре в СССР.
Финальный концерт транслировался по телевидению из концертной студии «Останкино» 1 января 1990 года.
Производство: Главная редакция музыкальных программ. Авторы сценария: Анисим Гиммерверт, Виктор Черкасов; режиссёр-постановщик: Виктор Черкасов;  оператор-постановщик:  Александр Платонов, Валерий Костин  ; редактор: Елена Королева; художник-постановщик: Евгений Семенов; режиссер: Анатолий Шкурин.
Продолжительность — 3 часа 45 минут. Количество песен —40. Оркестр — эстрадно-симфонический оркестр Центрального телевидения и Всесоюзного радио, дирижёр Александр Михайлов  (получил приз от спонсоров – путешествие по Золотому кольцу).
Ведущие — Ангелина Вовк и Евгений Меньшов.
В течение года было 8 передач, 20 рекламных выпусков (с мая по декабрь), 120 новых песен. В финал вышло 35 песен, отобранных по более 50 тыс. письмам телезрителей.
В программе — все легендарные герои музыкального олимпа времен Перестройки: Дима Маликов, «Весёлые ребята», «Мираж», Игорь Тальков, «Форум», «Санкт-Петербург» и другие.
Все участники вышли в первом отделении под музыку Марша весёлых ребят из кинофильма «Весёлые ребята»(Исаак Дунаевский—Василий Лебедев-Кумач).
Позывные гимна фестиваля «Песня остаётся с человеком» (музыка Аркадий Островский, слова Сергей Островой) только на заставке.
Концерт заканчивается музыкой из песни Пять минут.
Представлена «Радиопрограмма Песня-89», её ведущие - Оксана Таран, Ольга Мещерякова, Галина Гордеева, Ольга Громова, Елена Жигарева.
В финал не вышли ни Лещенко (впервые!), ни Кобзон, ни Толкунова, ни Алла Пугачёва, сделавшая собственную программу Рождественские встречи.
Спонсоры: комбинат «Алые паруса», МПО «Турист», ф-ка «Новая Заря», ПО «Полет» и другие.
От комбината «Алые паруса» был вручён приз Эдите Пьехе.
Поэту Михаилу Таничу был присуждён диплом за наибольшее количество песен в финале (Танич не присутствовал).
Гость фестиваля Александр Песков выступил с пародией на звёзд эстрады Жанну Агузарову, Людмилу Гурченко, Лайму Вайкуле, Валерия Леонтьева и Аллу Пугачёву.
Избранные песни фестиваля были выпущены Discogs, их жанр был определён, как поп, а стиль как шлягер и баллада.

## Фон
История фестиваля была тесно связана с историей страны, и в нем отражались все перемены, происходившие в обществе. 1989 год насыщен событиями, происходит крах социалистического лагеря. При этом песня «Не вешать нос, гардемарины!» из сериала «Гардемарины, вперед!» очень популярна .
Альтернативой «Песне года» становится программа Аллы Пугачёвой «Рождественские встречи», впервые показанная на российском телевидении в 1989 году.
Темой исследования (2019), основанного на последних фестивалях Песня года перед распадом СССР (Песня-89, Песня-90) стало возрождение интереса к религии.
Иллюстрацией того, как на советскую сцену проникали религиозные мотивы, служит выступление певца Александра Малинина в  «Песне-89» с песней «Забава» на стихи Сергея Есенина «Мне осталась одна забава». При этом строки оригинала были переделаны.
У Есенина :
Стыдно мне, что я в Бога верил. Горько мне, что не верю теперь.
У Малинина смысл противоположный:
Стыдно мне, что я в Бога не верил. Горько мне, что не верю теперь.
К 1990 году для песен-финалистов была характерна лирика, что кардинально отличалось от начального финального концерта «Песни-71», в котором для советской песни был характерен стабильный пафос.

## Хит-парады 1989 года

### «Звуковая дорожка»
Лучшая певица:
1. Алла Пугачёва, 2. Наталья Гулькина, 3. Ирина Аллегрова. 4. Татьяна Овсиенко. 5. Светлана Разина. 6. Жанна Агузарова. 7. Ольга Кормухина. 8. Маша Распутина. 9. Лариса Долина. 10. Настя Полева.
Лучший певец:
1. Дмитрий Маликов и Женя Белоусов, 2. Дмитрий Варшавский и Константин Пахомов, 3. Владимир Кузьмин, Виктор Цой, 4.
Лучшая группа:
1. Ласковый май, 2. Электроклуб, 3. Кино, 4.

### «Музыкальный олимп» (ТАСС)[13]
Абсолютный лидер по числу голосов и количеству хитов в чарте  — это Женя Белоусов (42 тысячи голосов, четыре хита в тoп-20).
Лучшая певица:
1. Алла Пугачёва , 2.  София Ротару , 3. Жанна Агузарова . 4. Лайма Вайкуле . 5. Катя Семёнова  6. Лариса Долина . 7. Ирина Понаровская . 8. Анне Вески . 9. Ольга Кормухина .
Лучшая группа:
1. Ласковый май, 2. Наутилус Помпилиус
Лучшая песня:
1. «Девочка моя синеглазая» — Женя Белоусов. 2. «Ночное такси» — Женя Белоусов. 3. «Маргарита» — Валерий Леонтьев. 4. «Белые розы» — «Ласковый май». 5. «Как мне быть?» — Александр Серов. 6. «Такое короткое лето» — Женя Белоусов. 7. «Я тебя поцеловала» - Алла Пугачева - 8. «Я хочу быть с тобой» — «Наутилус Помпилиус». 9. «Розовый вечер» — «Ласковый май». 10. «Ночное рандеву» — Крис Кельми. 11. «Примерный мальчик» — Валерий Леонтьев. 12. «Рисунок» — Валерий Леонтьев. 13. «Доктор время» — Валерий Леонтьев. 14. «Алушта» — Женя Белоусов. 15. «Грешный путь» — Валерий Леонтьев. 16. «Ты моей никогда не будешь» — Дима Маликов. 17. «Недотрога» — Володя Пресняков. 18. «Баллада о капитане» — Владимир Кузьмин. 19. «Группа крови» — «Кино». 20. «До завтра» — Дима Маликов.

### Газета «Смена»
Лучшая певица:
1. Алла Пугачёва. 2. Жанна Агузарова. 3. София Ротару. 4. Катя Семёнова. 5. Лариса Долина. 6. Настя Полева. 7. Ирина Понаровская. 8. Ольга Кормухина. 9. Азиза. 10. Ирина Аллегрова

## Дебюты
- Дмитрий Маликов с песней «До завтра» (Дмитрий Маликов - Александр Шаганов)
- Маша Распутина с песней «Играй, музыкант» (Игорь Матета - Ярослав Трусов)
- Ион Суручану с песней «Незабудка» (Вячеслав Добрынин - Михаил Рябинин)[14]
- Вячеслав Добрынин и группа «Шлягер» с песней «Не сыпь мне соль на рану» (Вячеслав Добрынин - Симон Осиашвили)
- Алексей Глызин и группа «Ура» с песней «Зимний сад» (Виктор Чайка - Симон Осиашвили)
- Филипп Киркоров с песней «Не смотри ты на часы» (Филипп Киркоров - Леонид Дербенёв)
- Женя Белоусов с песней «Ночное такси» (Виктор Дорохин - Любовь Воропаева)
- Группа «Мираж», х/р Андрей Литягин, солистка Татьяна Овсиенко (в фонограмме - голос другой солистки) с песней «Музыка нас связала» (Андрей Литягин - Валерий Соколов)

## Популярные песни года, представленные на фестивале
- Россия (Игорь Тальков-Игорь Тальков, исполнитель Игорь Тальков  и группа «Спасательный круг»)
- «Незабудка» (Вячеслав Добрынин - Михаил Рябинин, исполнитель Ион Суручану)[14]
- «Не сыпь мне соль на рану» (Вячеслав Добрынин - Симон Осиашвили, исполнитель Вячеслав Добрынин и группа «Шлягер»)
- Розовые розы (Павел Слободкин - Наталья Просторова, исполнитель  «Весёлые ребята»)[2]
- «Забава» (Сергей Беляев - Сергей Есенин) и «Пилигримы » (Геннадий Татарченко[укр.] - Юрий Рыбчинский), исполнитель Александр Малинин[11]
- «Зимний сад» (Виктор Чайка - Симон Осиашвили, исполнитель Алексей Глызин и группа «Ура» )
- Виват король (Геннадий Татарченко -  Юрий Рыбчинский, исполнительница Тамара Гвердцители)
- «Рябиновые бусы» (Аркадий Укупник – Анатолий Молодов – Андрей Желтый, исполнительница Ирина Понаровская)
- « Музыка нас связала» (Андрей Литягин - Валерий Соколов, исполнитель  «Мираж», солистка Татьяна Овсиенко )[2][15]
- «Маргарита» (Юрий Чернавский – Александр Маркевич, исполнитель Валерий Леонтьев)[2]
- «Дикие лебеди »(Владимир Матецкий - Михаил Шабров, исполнительница София Ротару)[2].

## Финалисты
В финальном концерте прозвучали следующие песни-лауреаты:
| №  | Название                             | Автор музыки          | Автор текста                     | Исполнитель                                                        | Примечание |
| -- | ------------------------------------ | --------------------- | -------------------------------- | ------------------------------------------------------------------ | --- |
| 1  | 1-е отделение: До завтра             | Дмитрий Маликов       | Александр Шаганов                | Дмитрий Маликов                                                    | приз- усилитель "Кумир" Дмитрию Маликову, как самому молодому участнику (19 лет, ровесник фестиваля) от Министерства радиопром-сти СССР и кооператив "Радика", фирма "Кумир" (Ульяновск) - |
| 2  | Играй, музыкант                      | Игорь Матета          | Ярослав Трусов                   | Маша Распутина и группа «Бульвар»                                  | |
| 3  | Мост качается                        | Игорь Азаров          | Михаил Танич                     | Игорь Азаров                                                       | |
| 4  | Провинциалка                         | Вячеслав Малежик      | Михаил Танич                     | Вячеслав Малежик                                                   | |
| 5  | Белый вечер                          | Игорь Корнелюк        | Регина Лисиц                     | Эдита Пьеха                                                        | приз гостю фестиваля Эдите Пьехе от комбината «Алые паруса» |
| 6  | Россия                               | Игорь Тальков         | Игорь Тальков                    | Игорь Тальков и группа «Спасательный круг»                         | |
| 7  | Печки-лавочки                        | Олег Иванов           | Анатолий Поперечный              | Ансамбль «Сябры», х/р засл. арт Белор. ССР Анатолий Ярмоленко      | |
| 8  | Адрес - Русь                         | Анатолий Днепров      | Ольга Павлова                    | Анатолий Днепров                                                   | |
| 9  | Разгуляй                             | Руслан Горобец        | Михаил Танич                     | Ольга Зарубина                                                     | |
| 10 | Незабудка                            | Вячеслав Добрынин     | Михаил Рябинин                   | Ион Суручану                                                       | |
| 11 | Неспелая вишня                       | Игорь Гранов          | Юрий Гарин                       | Группа «Игра», солист Алексей Казанчев, х/р Игорь Гранов           | |
| 12 | Я не для вас                         | Александр Левин       | Екатерина Горбовская             | Роксана Бабаян                                                     | представлена радиопрограммой «Песня-89», приз за верность женской теме (пальто) от швейного объединения «Эвис»                                                                             |
| 13 | Не сыпь мне соль на рану             | Вячеслав Добрынин     | Симон Осиашвили                  | Вячеслав Добрынин и группа «Шлягер»                                | |
| 14 | Игрушка                              | Игорь Николаев        | Павел Жагун                      | Группа «Электроклуб», х/р Давид Тухманов, солистка Ирина Аллегрова | |
| 15 | Я тебя не прощу                      | Давид Тухманов        | Лариса Рубальская                | Группа «Электроклуб», х/р Давид Тухманов, солист Виктор Салтыков   | |
| 16 | По воле волн                         | Сергей Березин        | Лариса Рубальская                | Анне Вески                                                         | |
| 17 | Розовые розы                         | Павел Слободкин       | Наталья Просторова               | Ансамбль «Весёлые ребята» (х/р Павел Слободкин)                    | приз-торт Весёлым ребятам |
| 18 | Забава                               | Сергей Беляев         | Сергей Есенин                    | Александр Малинин                                                  | |
| 19 | Пилигримы                            | Геннадий Татарченко   | Юрий Рыбчинский                  | Александр Малинин                                                  | |
| 20 | 2-е отделение: Потёмкинская лестница | Александр Морозов     | Юрий Паркаев                     | Группа «Форум», солист Сергей Рогожин                              | |
| 21 | Кот Бегемот                          | Александр Самойлов    | Игорь Мамушев                    | Лариса Долина и группа «ООН»                                       | |
| 22 | Зимний сад                           | Виктор Чайка          | Симон Осиашвили                  | Алексей Глызин и группа «Ура»                                      | |
| 23 | Ариадна                              | М.Муромов - А.Зубков, | Римма Казакова                   | Михаил Муромов и группа «Компания»                                 | |
| 24 | Капля в море                         | Вячеслав Добрынин     | Симон Осиашвили                  | Валентина Легкоступова и группа «Бревис»                           | |
| 25 | Возвращайся                          | Игорь Корнелюк        | Регина Лисиц                     | Игорь Корнелюк                                                     | |
| 26 | Давний разговор                      | Владимир Матецкий     | Михаил Шабров                    | Урмас Отт и Роксана Бабаян                                         | |
| 27 | Виват король                         | Геннадий Татарченко   | Юрий Рыбчинский                  | Тамара Гвердцители                                                 | приз Тамаре Гвердцители «за взаимопонимание и сотрудничество» |
| 28 | Не смотри ты на часы                 | Филипп Киркоров       | Леонид Дербенёв                  | Филипп Киркоров, солист театра песни А.Пугачевой                   | |
| 29 | Русские                              | Сергей Волкогонов     | Борис Дубровин                   | Группа «Санкт-Петербург», солист Владимир Трушин                   | |
| 30 | Рябиновые бусы                       | Аркадий Укупник       | Анатолий Молодов – Андрей Желтый | Ирина Понаровская                                                  | представлена радиопрограммой «Песня-89» |
| 31 | Ночное такси                         | Виктор Дорохин        | Любовь Воропаева                 | Женя Белоусов                                                      | приз приемник «Россия-303» объединения «Полет» |
| 32 | О Волге грежу я                      |                       |                                  | Алла Баянова                                                       | Гостья фестиваля, историк фестиваля Владимир Полишин вручил Алле Баяновой альбом со всеми фотографиями участников финалов                                                                  |
| 33 | Музыка нас связала                   | Андрей Литягин        | Валерий Соколов                  | Группа «Мираж», х/р Андрей Литягин, солистка Татьяна Овсиенко      | |
| 34 | Фантазёр                             | Александр Морозов     | Сергей Романов                   | Ярослав Евдокимов                                                  | |
| 35 | Танго                                | Д.Павлов              | Дмитрий Панфилов                 | София Ротару                                                       | |
| 36 | Дикие лебеди                         | Владимир Матецкий     | Михаил Шабров                    | София Ротару                                                       | призы Софии Ротару - набор духов моск.объединения «Новая заря» |
| 37 | Грешный путь                         | Олег Газманов         | Александр Грицынин               | Валерий Леонтьев                                                   | |
| 38 | Маргарита                            | Юрий Чернавский       | Александр Маркевич               | Валерий Леонтьев                                                   | от радиопрограммы Песня-89 |
| 39 | До свиданья, Москва                  | Александра Пахмутова  | Николай Добронравов              | Импровизир.анс. «Поющие спонсоры» п/у А.Михайлова                  | |
| 40 | Лунная дорожка                       | Юрий Антонов          | Юрий Антонов                     |                                                                    | (вошел в финал, но не смог выступить, диплом ему вручен в 1990) |

## Популярные песни года, не представленные на фестивале
На финальный концерт не попали такие хиты, как:
- Звезда по имени Солнце (из к/ф Игла), Пачка сигарет, исполнитель Кино, солист Виктор Цой)